# Grabow bei Blumenthal
Grabow bei Blumenthal ist ein Ortsteil der Gemeinde Heiligengrabe im Landkreis Ostprignitz-Ruppin in Brandenburg. Der Ortsvorsteher ist Marko Klose.

## Geografie
Der Ort liegt an der Landesstraße L 144 zwischen Blumenthal und Königsberg.

## Geschichte
Am 22. Februar 1945 erfolgte im Rahmen der alliierten Operation Clarion gegen Verkehrsanlagen in Deutschland ein Luftangriff der 8. US-Luftflotte auf das Dorf als „Gelegenheitsziel“. 13 Boeing B-17 „Flying Fortress“ warfen 39 Tonnen Bomben ab, das waren über 100 Sprengbomben. 19 Menschen starben, 12 von ihnen weiblichen Geschlechts. Das Alter der Opfer (Anteil Kinder) geht aus der Liste der Verstorbenen nicht hervor. Neun Tote waren Einwohner Grabows, zehn waren Flüchtlinge/Evakuierte.

## Rechte Sektensiedlung „Goldenes Grabow“
Seit 2014 lebt in Grabow eine Gruppe der rechtsesoterischen Anastasia-Bewegung, die eine Reihe von Grundstücken in Grabow gekauft hat, um dort den sogenannten Familienlandsitz „Goldenes Grabow“ aufzubauen, eine Form rechtsesoterischer Siedlung. Initiatoren sind Iris Wetzig und Markus Krause. Die Bewegung bezieht sich auf die Bücher des russischen Unternehmers Wladimir Megre. Grabow ist einer der ältesten „Familienstammsitze“ der Bewegung in der Bundesrepublik. Die Anhänger der fiktiven „Prinzessin der Taiga“, Anastasia, schirmen ihre Selbstversorgerhöfe weitgehend ab, konnten sich aber im „Goldenen Grabow“ gut etablieren. Die Anastasia-Bewegung wird in Brandenburg nicht offiziell vom Verfassungsschutz beobachtet, der brandenburgische Verfassungsschutz hat sie aber im Blick.
Anführer des sogenannten Familiensitzes ist der Ingenieur und neurechte Aktivist Markus Krause. Nach Recherchen der ARD war Krause in der Jungen Landsmannschaft Ostpreußen (JLO) aktiv und bei deren Demonstrationen in Dresden dabei. Zwischen 1999 und 2010 nutzte die Gruppe den Jahrestag der Bombardierung Dresdens, um einen „Trauermarsch“ zu veranstalten, der sich zeitweise als eine der wichtigsten Veranstaltungen der rechtsextremen Szene in der Bundesrepublik etablierte. Bilder zeigen Krause dabei neben Udo Pastörs, ehemaliger Bundesvorsitzender der NPD. Kontakte hatte Krause auch zu den „Ludendorffern“, einer völkischen und antisemitischen Gruppe, die 1937 als „Bund für Deutsche Gotterkenntnis“ gegründet wurde.
Thomas Krause übte kurzzeitig das Amt des Ortsvorstehers aus. 2015 fand ein großes Sommerlager des völkisch-nationalen Sturmvogel-Deutscher Jugendbund auf dem Gelände statt. Der Schweizer Holocaust-Leugner Bernhard Schaub schickte seine Tochter zu dem Lager, wie auch der Rechtsextremist Frank Klawitter seine Söhne. Einige Teilnehmende waren in der Folgezeit bei Aktionen und Demonstrationen der rechtsextremen Identitären Bewegung engagiert. 2019 versuchte die Grabower Gruppe, eine eigene Schule aufzubauen. Dies schlug jedoch fehl. 2020 war eine „Bildungsberaterin“ beim Goldenen Grabow aktiv. Sie motivierte Eltern, ihre Kinder nicht in die Schule zu schicken, um sie selbst zu unterrichten. Das Brandenburger Bildungsministerium teilte dazu mit, die örtlichen Behörden seien alarmiert.

## Sehenswürdigkeiten

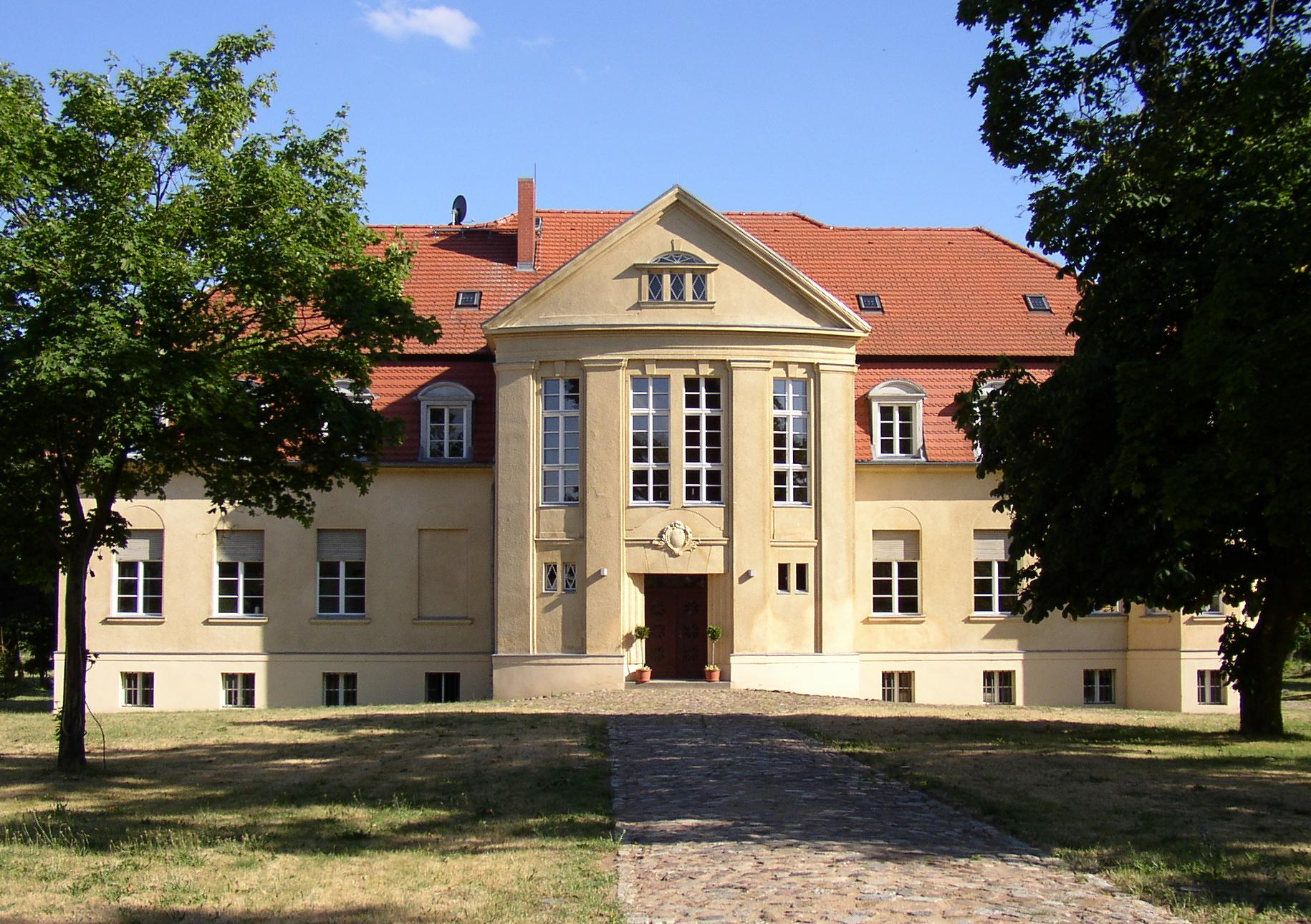
Gutshaus in Grabow

- Die evangelische Dorfkirche Grabow (Heiligengrabe) wurde in den Jahren 1760 bis 1770 errichtet.
- Das ehemalige Gutshaus, zu dem ein Gutspark gehört, wurde in den Jahren 1912 bis 1914 nach einem Entwurf des Architekten Paul Schultze-Naumburg für die Familie von Lindequist erbaut.